# Flirtea venezuelana
Flirtea venezuelana is een hooiwagen uit de familie Cosmetidae.